# PN-3 (航空機)
PN-3
- 用途：戦闘機、練習機、偵察機
- 製造者：アーウィオテハス
- 運用者：エストニア
- 生産数：1

PN-3は、アーウィオテハスの製作による1938年のエストニアの試作戦闘機である。

## 要目
- 乗員：2名
- 全長：8.95 m)
- 全幅：10.38 m
- 全高：2.70 m
- 武装：
  - 2 ×機関銃